# Georg Björklund

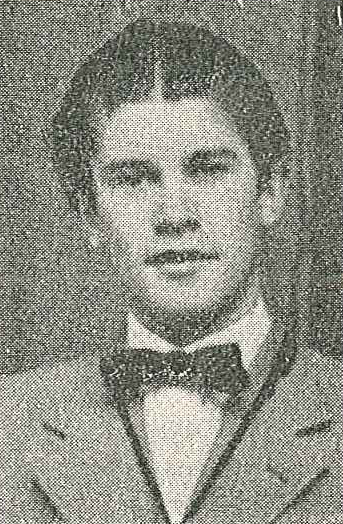
En ung Georg Björklund i Orkesterjournalen 1942.

Nils Georg "Jojjen" Björklund, född 30 maj 1924 i Heliga Trefaldighets församling i Gävle, död där 4 maj 2015, var en svensk sångare och jazzmusiker (saxofon, klarinett). Han var far till musikern Christer "Muttis" Björklund.
Efter att ursprungligen ha spelat dragspel började Björklund spela i Furuviksparken 1939 där det blev saxofon och klarinett. Han har spelat med Jay Elwing, Sam Samson och Malte Johnson, liksom i Thore Ehrlings orkester. Han har även lett egna orkestrar och spelat klarinett med Radiosymfonikerna. Han var sedan 1960 åter bosatt i Gävle.

## Filmografi
- 1949 – Kvinnan som försvann
- 1954 – Thore Ehrling
- 1959 – Det svänger på slottet